# 双葉厚生病院
福島県厚生農業協同組合連合会双葉厚生病院（ふくしまけんこうせいのうぎょうきょうどうくみあいれんごうかいふたばこうせいびょういん）は、福島県双葉郡双葉町にある医療機関。福島県厚生農業協同組合連合会（JA福島厚生連）が運営する病院である。
当院周辺は東京電力福島第一原子力発電所より約5kmの位置にあり、2011年（平成23年）3月に発生した福島第一原子力発電所事故による警戒区域内（2013年5月28日からは帰還困難区域）に位置しているため、閉鎖されている。
2010年7月5日、福島県とJA福島厚生連は、本病院と福島県立大野病院を統合することで合意しており、2011年4月にJA福島厚生連が県立大野病院の運営を継承する予定であったが、福島第一原子力発電所事故により延期されている。

## 診療科
- 内科
- 小児科
- 精神神経科
- 外科
- 整形外科
- 産婦人科
- 眼科
- 耳鼻咽喉科
- 皮膚科
- 形成外科
- 心臓血管外科

## 医療機関の指定等
- 保険医療機関
- 救急告示医療機関
- 労災保険指定医療機関
- 指定自立支援医療機関（更生医療・育成医療・精神通院医療）
- 身体障害者福祉法指定医の配置されている医療機関
- 精神保健指定医の配置されている医療機関
- 生活保護法指定医療機関
- 医療保護施設
- 結核指定医療機関
- 戦傷病者特別援護法指定医療機関
- 原子爆弾被害者一般疾病医療取扱医療機関
- 公害医療機関
- 母体保護法指定医の配置されている医療機関
- 特定疾患治療研究事業委託医療機関
- 小児慢性特定疾患治療研究事業委託医療機関

## 交通アクセス
- JR東日本常磐線「双葉駅」より徒歩10分。